# Новые философы
Новые философы (фр. nouveaux philosophes) — движение молодых философов Франции, сформировавшееся в 1970-х годах. Сторонники движения переосмысивали итоги майских событий 1968 года во Франции и перспективы леворадикальных идей.
Будучи под влиянием структурализма и постструктурализма, и особенно философии М. Фуко, Ж. Лакана, Р. Барта, Ж. Деррида, «новые философы» выступили за новое понимание истории и места в ней человека, и проблем социальной революции и общественного прогресса. В центре их внимания находился механизм власти и угнетения; связи власти с наукой и идеологией; возможности автономного протеста личности против отчуждающих систем — политических, экономических, социальных.
Лидерами движения стали Андре Глюксманн, который видел главными виновниками тоталитаризма «властителей-мыслителей», создателей революционных теорий, к которым относит Фихте, Гегеля, Ницше и К. Маркса, и Бернар-Анри Леви, который разрабатывал концепцию «онтологии власти».

## Возникновение термина
Термин введен Бернаром-Анри Леви в 1976 году. Большинство философов, которых он включил в это описание, ранее были связаны с марксизмом, но недавно порвали с ним. Некоторые из них были членами маоистской партии «Gauche prolétarienne». Работа Александра Солженицына «Архипелаг ГУЛАГ» оказала глубокое влияние на многих из этих бывших марксистов. Помимо содержания книги, нападки на неё со стороны Коммунистической партии Франции ещё больше разожгли недовольство марксизмом. Международные события, такие как геноцид в Камбодже и кризис вьетнамских беженцев, также послужили поводом для критики и размышлений о коммунизме.